# Jorăști (gmina)
Jorăști – gmina w Rumunii, w okręgu Gałacz. Obejmuje miejscowości Jorăști, Lunca i Zărnești. W 2011 roku liczyła 1779 mieszkańców. 